# جواو باولو (لاعب كرة قدم مواليد 1988)
جواو باولو هو لاعب كرة قدم برازيلي في مركز الهجوم، ولد في 18 مارس 1988 في بلدية فرناندوبولس في البرازيل. لعب مع نادي بلومينغ.

## وصلات خارجية
- جواو باولو (لاعب كرة قدم مواليد 1988) على موقع قاعدة بيانات كرة القدم.إي يو (الإنجليزية)
- جواو باولو (لاعب كرة قدم مواليد 1988) على موقع Soccerway.com (الإنجليزية)